# Masters of the Universe – He-Man: Defender of Grayskull
Masters of the Universe: He-Man: Defender of Grayskull ist ein PlayStation-2-Spiel aus dem Jahre 2005 auf Basis der Action-Figuren-Reihe Masters of the Universe. Ursprünglich waren auch Versionen für die Videospiel-Konsolen Xbox und GameCube und die Veröffentlichung im Jahr 2003 geplant. Eine beispiellose Odyssee des Spiels über die Tische dreier Publisher (THQ, TDK und Midas Interactive) führte zu der Verzögerung und der Nichtveröffentlichung für Xbox und Gamecube. Als Midas Interactive das Spiel 2005 schlussendlich nur für die PlayStation 2 auf den Markt brachte, war die zugrundeliegende Action-Figuren-Reihe bereits eingestellt worden.

## Handlung
Skeletor ist es gelungen, die Kraft Castle Grayskulls nach und nach zu schwächen. Die Zauberin muss ihre ganze Kraft aufwenden, um Castle Grayskull auch weiterhin vor der Eroberung durch Skeletor zu schützen. He-Man, der gerade in Skeletors Festung Snake Mountain kämpft, wird durch die Schwächung Castle Grayskulls plötzlich wieder in sein wahres, aber auch schwächeres Ich Prinz Adam zurückverwandelt. Er landet in einem der vielen Verliese von Snake Mountain, als sich die Zauberin von Grayskull telepathisch an ihn wendet, um ihm mitzuteilen, er könne sich jetzt wieder in He-Man verwandeln, allerdings nicht immer mit voller Kraft.
Die Aufgabe des Spielers ist es nun, sich aus Snake Mountain herauszukämpfen, um den unterirdischen Eingang zu Castle Grayskull im Evergreen Forest zu finden und den bereits in Castle Grayskull residierenden Skeletor zu besiegen. Streckenweise ist man hierzu auf dem Rücken von Battle Cat, dem Kampftiger, unterwegs, den größten Teil legt man aber selbst zu Fuß zurück.

## Spielaufbau und Endgegner
Das Spiel selbst ist in vier Abschnitte geteilt: Snake Mountain, Evergreen Forest, der unterirdische Eingang zu Castle Grayskull und Castle Grayskull selbst. Am Ende jedes der Abschnitte trifft man auf einen Endgegner. Am Ausgang von Snake Mountain wartet Tri-Klops, ein klassischer Masters-of-the-Universe-Charakter, den Evergreen Forest beherrscht dagegen eine von den Spielentwicklern neu erdachte Figur, die Sphinx. Den unterirdischen Eingang zu Castle Grayskull bewacht Beast-Man, wieder ein Charakter aus den Masters-of-the-Universe-Fundus.
In Castle Grayskull kommt es dann zum finalen Duell mit Skeletor.

## Kritik
Bedingt durch die sehr verspätete Veröffentlichung erschien Masters of the Universe: He-Man: Defender of Grayskull weitgehend unbeachtet von der Fachpresse und erhielt in den wenigen Besprechungen schlechte Kritiken.